# Ti conosco mascherina
Ti conosco mascherina је двоструки студијски албум италијанске певачице Мине из 1990.

## Списак пјесама

### Први део
1. Caruso — 4:13
2. Fortissimo — 4:23
3. Billie Jean — 5:51
4. The Man I Love — 3:08
5. Malafemmena — 3:37
6. Zio Tom — 4:56
7. I Want To Be Free — 3:53
8. Un'estate fa (Une belle histoire) — 4:06
9. Yeeeeh (Ain't Gonna Eat My Heart Out Anymore) — 3:44
10. Sono stanco — 3:58

### Други део
1. Ma chi è, cosa fa? (Partido alto) — 4:43
2. Franz — 4:26
3. Amornero — 4:20
4. Lo farei — 4:38
5. Ganimede — 4:01
6. In vista della sera — 5:11
7. Notte di San Valentino — 3:49
8. Non ci sono emozioni — 5:40
9. Nient'altro che felici — 5:18
10. Per una volta tanto — 2:25

## Позиције на листама
| Листа (1990)              | Највиша позиција |
| ------------------------- | ---------------- |
| Европа (Music & Media)    | 48               |
| Италија (Musica e dischi) | 3                |